# Aeropuerto Regional C.P.A. Jesús Ernesto Lozano Jiménez
El Aeropuerto Regional Capitán Piloto Aviador Jesús Ernesto Lozano Jiménez (Código DGAC: ELQ) o Aeropuerto de Valle de Allende es un aeropuerto mediano ubicado al noroeste de la ciudad de Valle de Ignacio Allende, Chihuahua y es operado por la Corporación Aeronáutica e Industrial S.A. de C.V. Cuenta con una pista de aterrizaje de 2600 metros de largo y 25 metros de ancho, una plataforma de aviación de 22 500 metros cuadrados (250 m x 90 m), hangares y un pequeño edificio terminal.
En julio de 2015 la Fuerza Aérea Mexicana realizó diversas acrobacias y exhibiciones estáticas en las que participaron 10 aviones PC-7 y 10 aviones T-6C+ Texan II.

## Accidentes e incidentes
- El 29 de septiembre de 2011 una aeronave Piper PA-28-140 Cherokee con matrícula XB-TAP que se preparaba para realizar un vuelo local de actividades publicitarias se estrelló a unos metros del Aeropuerto de Valle de Allende tras ser golpeada por un viento descendiente. En el accidente murieron los cuatro ocupantes.[4][5][6]